# Аксайская икона Божией Матери
Аксайская икона Божией Матери — икона Богородицы, почитаемая в Русской Православной Церкви чудотворной. Наибольшее распространение почитания получило в Ростовской-на-Дону епархии. Относится к иконографическому типу Одигитрии (греч. Путеводительницы).

## История
Явление иконы произошло в станице Аксайской (ныне город Аксай) в 1830 году, во время распространения холеры на Дону. Аксайская икона была обретена в доме по видению женщине. Слух о чудотворной иконе быстро распространился среди местных жителей. С иконой для избавление от холеры местные жители совершили крестный ход, который возглавил священник Тимофей Попов; сама икона была помещена в Троицкой церкви станицы.
В 1847 году, когда в Аксайской станице за день умирало по 100 человек, выборные от станичного общества попросили начальника Войскового штаба генерала М. Г. Хомутова вернуть Аксайской иконы из Новочеркасска в станицу. С разрешения Владыки Иоанна икону поставили в Троицкой церкви Аксая. Во ее имя в 1848 году был устроен  придел. После этого эпидемия с ещё большей силой вспыхнула в Новочеркасске. Тогда чудотворную икону вернули обратно в Новочеркасск. Для нее на площади, где ныне находится сквер перед Атаманским дворцом, была поставлена палатка со сквозным проходом. Народ круглосуточно шёл на поклонение Аксайской иконе. 
5 августа 1851 года Государь Император Высочайше утвердил определение Святейшего Синода, касающегося учреждения крестного хода с иконой Богоматери Одигитрия из Аксайской станицы в Новочеркасск с обратным перенесением её в Аксай. Поклонение Аксайской иконе совершалось в Донской области вплоть до 1920 года. Из Аксая в Новочеркасск и обратно икону сопровождали многотысячные крестные ходы. В годы советской власти икона была утрачена.
К настоящему времени не сохранились чтимые списки с чудотворной иконы, находившиеся в Троицкой церкви Аксая и в Новочеркасском Вознесенском соборе. Однако в Новочеркасском соборе в барабане главного купола среди медальонов с изображениями особо чтимых икон Богородицы имеется изображение Аксайской иконы, являющееся точным списком с оригинала.
Празднование иконы проводится в день Одигитрии Смоленской, в Донском Старочеркасском Ефремовском женском монастыре Аксайской иконе учрежден монастырский праздник ― 16 августа, в день попразднества Успения Богородицы, когда в монастырь приносился этот чудотворный образ.

## Описание иконы
Аксайская икона Божией Матери относится к иконографическому типу Одигитрии (греч. Путеводительницы), являющемуся наиболее распространённым типом изображения Богоматери с младенцем Иисусом. Отрок-Христос сидит на руках Богородицы, которая представлена в поясном изображении. Богородица изображена с небольшим наклоном головы и указывает рукой на Иисуса. На икону в 1873 году была составлена подробная опись. 
Богато украшенная икона Божией Матери имела жемчужную ризу с драгоценными камнями, золотым венцом и короною. Корона содержала большой алмаз, большой бриллиант с шестнадцатью мелкими бриллиантами,  большой и два малых изумруда; 6 бриллиантов, 12 алмазов. Корона была обведена серебряной линией с 40 алмазами, поверх короны находился серебряный крест с изумрудом и 4 алмаза. В золотом венце были три стрелы с 2 большими алмазами и 21 малых малых алмазов, внизу венца были 61 алых яхонтов. 
На убрусе располагался большой темно-белый яхонт с 9 малыми бриллиантами, около него — 8 средней величины и 25 малых бриллиантов и 20 жемчужин. На младенце видна корона с большим алмазом, изумрудом, осыпанным мелкими алмазами и несколько бриллиантов. Сверх короны виден серебряный крест с изумрудом и 4 алмазами; в венце — большая жемчужина с 12 бриллиантами; с левой стороны — большой бриллиант с четырьмя средних. Под венцом виднелись 30 алых яхонтов. 
На ризе Богоматери было два больших алмаза, бриллианты и изумруды, 2 голубых яхонта, 2  бирюзы. На правом плече  — большой и малые алмазы, все это было обведено 17 синими яхонтами. 
Золотой оклад 84 пробы был весом около 300 г, вес серебряного киота составлял 7,4 кг.
В Одигитриевском приделе Вознесенского собора находился список с Аксайской иконы Божией Матери. Список хранился в киоте под деревянным балдахином на четырех колоннах, высотой 4,5 метра. Балдахин венчался резным  крестом. Икона была написана на кипарисной доске с оригинала местным живописцем Ардалионом Соловьевым. Внизу киота была доска со следующей надписью: «Сия Аксайская икона Божией Матери Одигитрии, копия с чудотворной, сооружена усердием благодарных жителей Новочеркасска, в память избавления их от холеры в 1892 году». Икона была освящена 28 июня 1893 года Архиепископом Донским и Новочеркасским Макарием (Миролюбивым).